# Académie de Police de Namur
L'Académie de Police de Namur est l'une des quatre académies de police francophone de Belgique.
Elle dépend de la Police fédérale belge.
Elle est située dans la ville de Namur (province de Namur), au sein du campus provincial. L'adresse exacte est le 188, rue Henri Bles 5000 Namur (Salzinnes).